# 레거시 타워
레거시 타워는 방글라데시 다카에 공사중인 마천루이다. 원래 계획은 734m 142층 1개동으로 2025년 완공예정이었지만 계획을 대폭변경하여 465m 111층 3개동으로 변경되었고 각 동마다 높이, 층수는 다르며 완공된다면 방글라데시에서 가장 높은 건물이된다.